# Дорослі діти (фільм, 1979)
«Дорослі діти» («Ils sont grands, ces petits») — французька кінокомедія 1979 року, знята режисером Жоелем Сантоні, з Катрін Денев і Клодом Брассером у головних ролях.

## Сюжет
Діти, що подорослішали, зниклих 20 років тому фізиків-експериментаторів, за допомогою своїх власних винаходів протистоять жадібному і настирливому негіднику, що збирається знести їх будинок і відібрати землю для забудови.

## У ролях
- Катрін Денев: Луїза Мушен
- Клод Брассер: Леопольд Артіг
- Клод Пієплю: Артур Паланок
- Єва Дарлан: Надін
- Мустафа Далі: емір
- Мішель Сук: касир
- Ів Робер: батько Луїзи
- Жан-Франсуа Бальмер: Монестьє
- Мішель Берто: в'язень
- Ролан Бланш: каналізатор
- Жан-П'єр Коффе: Шарль, колишній чоловік
- Фернан Гіо: інспектор Буго
- Клеман Харарі: Володимир, вчений
- Клод Легро: другий касир
- Жан Панісс: інспектор Анрі
- Роксана Коррін: Луїза в дитинстві
- Еммануель Чіклер: Лео в дитинстві
- Шанталь Лаубі: мадам Беллон

## Знімальна група
- Режисер: Жоель Сантоні
- Сценаристи: Данієль Буланже, Жан-Клод Карр'єр, Жоель Сантоні
- Оператор: Вольтер Баль
- Композитор: Владимир Косма
- Продюсер: Норбер Саада